# Air-France-Flug 8969
Air-France-Flug 8969 war ein Flug der Air France, den die Groupe Islamique Armé (Bewaffnete Islamische Gruppe, GIA) am 24. Dezember 1994 in ihre Gewalt brachte.
Geplant war, das Flugzeug über Paris abstürzen zu lassen.

## Verlauf
Vier Männer in Uniformen der algerischen Präsidialpolizei betraten am Flughafen Algier das Flugzeug, das um 11:15 Uhr nach Orly abheben sollte, und kontrollierten die Reisedokumente der Passagiere. Wegen der ungenehmigten Verzögerung des Abflugs, wurde das algerische Militär misstrauisch und umstellte die Maschine. Daraufhin gaben sich die vermeintlichen Polizisten an Bord als Entführer zu erkennen; sie waren mit Kalaschnikows, Uzis, Handgranaten und Dynamit bewaffnet.
Im Funkverkehr mit dem algerischen Innenminister forderten die Geiselnehmer, zwei Politiker der seit 1992 verbotenen Islamischen Heilsfront aus dem Hausarrest zu entlassen. Sie erschossen einen der Passagiere, den sie als Beamten der algerischen Polizei identifiziert hatten, sowie den vietnamesischen Diplomaten Bui Giang To.
Mittlerweile hatte Frankreichs Außenminister Alain Juppé einen Krisenstab eingerichtet. Weil die algerische Regierung es ablehnte, französisches Militär ins Land zu lassen, flogen Mitglieder der Spezialeinheit GIGN stattdessen zum spanischen Flughafen Palma de Mallorca.
Im Laufe des folgenden Tages ließen die Geiselnehmer etliche Passagiere frei, zumeist Mütter mit kleinen Kindern sowie Schwerkranke. Sie forderten eine Startfreigabe des Flugzeugs. Nachdem die algerischen Behörden dies verweigerten, erschossen die Entführer einen weiteren Passagier, einen Koch der Französischen Botschaft.
Auf Druck von Frankreichs Premierminister Édouard Balladur gestattete Algeriens Präsident Liamine Zéroual 39 Stunden nach Beginn der Geiselnahme schließlich den Abflug der Maschine. Da während der gesamten Zeit das Hilfstriebwerk gelaufen war, hatte der Airbus nicht mehr genügend Treibstoff, um das ursprüngliche Flugziel Paris zu erreichen. Stattdessen steuerte die Maschine den Flughafen Marseille an, wo sie aufgetankt werden sollte. Die nach Mallorca beorderte GIGN-Einheit war inzwischen ebenfalls nach Marseille geflogen und probte die Erstürmung des entführten Flugzeugs. Nach dessen Landung um 3:33 Uhr früh dirigierten die französischen Behörden es zu einem abgelegenen Bereich des Flughafens. Die Entführer verlangten 27 Tonnen Treibstoff, obwohl für die Strecke nach Paris zehn Tonnen ausreichten.
Die französischen Behörden hatten mittlerweile Hinweise erhalten, dass die Maschine als fliegende Bombe auf Paris stürzen sollte. Sie verzögerten den Weiterflug und ließen am Abend das Flugzeug durch 30 Mitglieder der GIGN stürmen. Diese töteten im Laufe eines 20-minütigen Feuergefechtes die vier Entführer. Acht GIGN-Gendarmen wurden zum Teil schwer verletzt, einige Passagiere erlitten leichte Blessuren, der Kapitän eine Schusswunde am Ellbogen und Oberschenkel. Das Flugzeug wurde so schwer beschädigt, dass es außer Dienst gestellt werden musste.

## Sonstiges
Eine Folge der 3. Staffel in der Serie Zero Hour, der französische Film The Assault von 2010 und die kanadische Serie Mayday – Alarm im Cockpit (2. Staffel, Folge 3) erzählen die Ereignisse nach.